# Referendum na Bonaire w 2010 roku

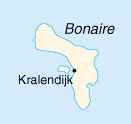
Wyspa

Referendum na Bonaire w 2010 roku – referendum w sprawie określenia przyszłego statusu wyspy Bonaire, zaplanowane początkowo na 15 stycznia 2010, a później przełożone na marzec 2010, zostało zawieszone przez gubernatora Antyli Holenderskich.

## Organizacja referendum
Bonaire, karaibska wyspa wchodząca w skład holenderskiego terytorium zależnego Antyli Holenderskich, po rozwiązaniu tej jednostki administracyjnej w październiku 2010, według pierwotnych ustaleń, miało zostać włączone bezpośrednio w skład Królestwa Niderlandów, jako jedna z jej gmin (gemeenten). Jednakże w połowie września 2009 Rada Wyspy Bonaire zadecydowała o organizacji referendum w sprawie nowego statusu wyspy w ciągu następnych czterech miesięcy. W celu koordynacji działań w tej sprawie powołała specjalny komitet, który w październiku 2009 dokonał szczegółowych ustaleń i wyznaczył datę referendum na 15 stycznia 2010. W późniejszym okresie zadecydowano jednak o przełożeniu głosowania na marzec 2010.
W referendum mieszkańcy odpowiedzą na pytanie czy popierają plan wprowadzenia instytucji wolnego stowarzyszenia z Holandią zamiast pełnej integracji z tym państwem. Aby referendum było ważne musi wziąć w nim udział co najmniej 51% uprawnionych do głosowania. Uprawnionym do głosowania jest każdy pełnoletni (co najmniej 18 lat) mieszkaniec wyspy, który posiada holenderskie obywatelstwo i mieszka nieprzerwanie na Bonaire przez co najmniej 5 lat lub nie posiada holenderskiego obywatelstwa, ale zamieszkuje Bonaire nieprzerwanie od 10 lat.
Holandia sceptycznie odniosła się do planu organizacji referendum, oznajmiając, że alternatywą dla integracji może być tylko pełna niepodległość. Zagroziła ograniczeniem lub zerwaniem współpracy w przypadku jednostronnego ustanowienia statusu państwa stowarzyszonego.
W połowie lutego 2010 gubernator Antyli Holenderskich Frits Goedgedrag zadecydował o zawieszeniu organizacji referendum z powodów prawnych. O dalszym losie głosowania ma zadecydować rada wyspy.